# John Saris
John Saris (asi 1580–1643) byl námořník a hlavní obchodník první anglické plavby do Japonska, celkově osmé výpravy Britské Východoindické společnosti.

## Expedice

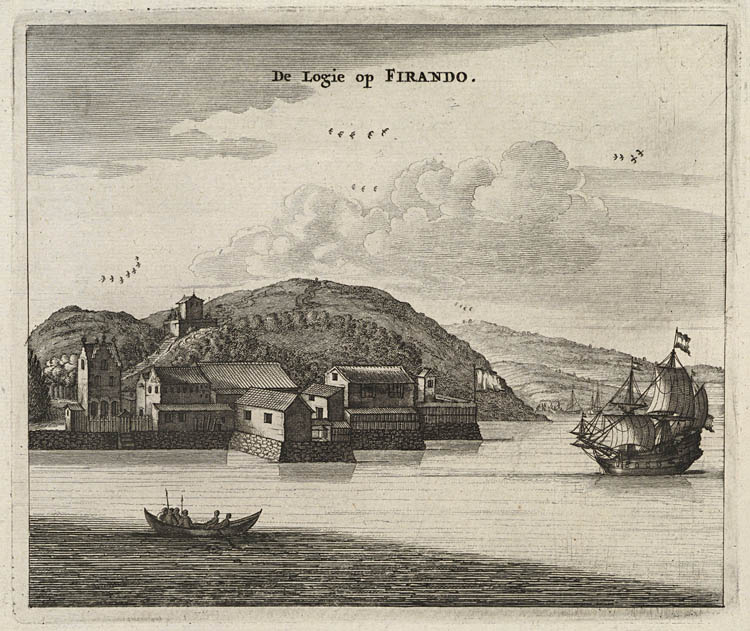
Pohled na Hirado, 17. století.

Celkem tři lodě této expedice vypluly z Anglie 18. dubna 1611. Mise do Japonska nebyla hlavním cílem cesty. Jejím cílem bylo zajistit obchod v Súratu, a pokud by se to nepodařilo, získat pepř v Bantamu na Jávě a koření na Ostrovech koření (jak tenkát říkali Molukám) ve východní části indonéského souostroví. Pokud by se však tyto cíle ukázaly jako nedosažitelné a okolnosti by to umožňovaly, Sarisovo pověření ho zmocňovalo k vyslání lodi do Japonska. Tam měl prozkoumat vyhlídky na „prodej oblečení, železa a dalších vašich domorodých komodit, které tam podle vašeho pozorování budou lépe prodejné“. Pokud by trh vypadal slibně, měl po konzultaci se svými obchodníky rozhodnout, zda v Japonsku založit či nezaložit faktorii.
Plavba pokračovala hladce k Rudému moři a do přístavu Mokha (Jemen), kde se Saris dozvěděl, že Súrat je pro Angličany uzavřený. Saris se tedy rozhodl zamířit do Bantamu, aby opatřil náklad pepře a koření pro dvě své ze svých lodí. Ty se potom vrátily do Anglie, zatímco on pokračoval na své vlajkové lodi Clove přes Moluky do Japonska.
Clove pak v létě roku 1613 šťastně zakotvila ostrova Hirado.
První Angličanem v Japonsku byl známější William Adams, který doplul do Japonska v dubnu 1600. Ten se plavil jako lodivod holandské lodi Liefde. Saris byl velitelem první anglické lodi, které kdy doplula do Japonska. Sarisovi se na místě dostalo významné pomoci právě od Adamse, který mezitím získal status hatamoto a stal šógunovým poradcem pro zahraniční záležitosti. Díky tomu se Saris setkal s bývalým šógunem Iejasu Tokugawou a s jeho synem, faktickým šógunem Hidetadou Tokugawou.

## V Japonsku
Charakter Hirada v tomto historickém období dokonale vystihuje postava prvního návštěvníka Clove, který navzdory svému pokročilému věku nadšeně přelezl přes bok lodi, jakmile zakotvila v úzkém přístavu. Jednalo se o takzvaného „starého krále“. Tím byl Šigenobu Macuru, vysloužilý pán panství Hirado a klíčový hráč v prvních letech existence anglické faktorie v Japonsku. Své postavení daimjóa zdědil v roce 1568, když mu bylo pouhých dvacet let, a přečkal přechod od chaotického období válčících států přes megalomanské tažení Hidejošiho Tojotomiho (1537–1598) na dobytí Číny až po relativní klid za vlády Tokugawů. Řídil své panství v průběhu bouřlivého procesu sjednocování Japonska a nakonec mu zajistil stabilní místo v řádu, který vytvořil Iejasu Tokugawa.
Po sedmitýdenním zpoždění, kdy Saris čekal na Adamsův příjezd z Eda, s nímž měl podle pokynů svých zaměstnavatelů jednat o možném obchodu s Japonskem, odjel Saris 7. srpna na Iejasův dvůr v na hradě Sunpu (v dnešní Šizuoce), aby mu vzdal úctu a formálně požádal o povolení obchodovat s Japonskem. Doprovázela ho desetičlenná skupina včetně tlumočníka Johna Japana, Japonce, který byl přijat do služeb Společnosti v Bantamu. Spolu s ním jel také Adams a dva jeho sluhové.

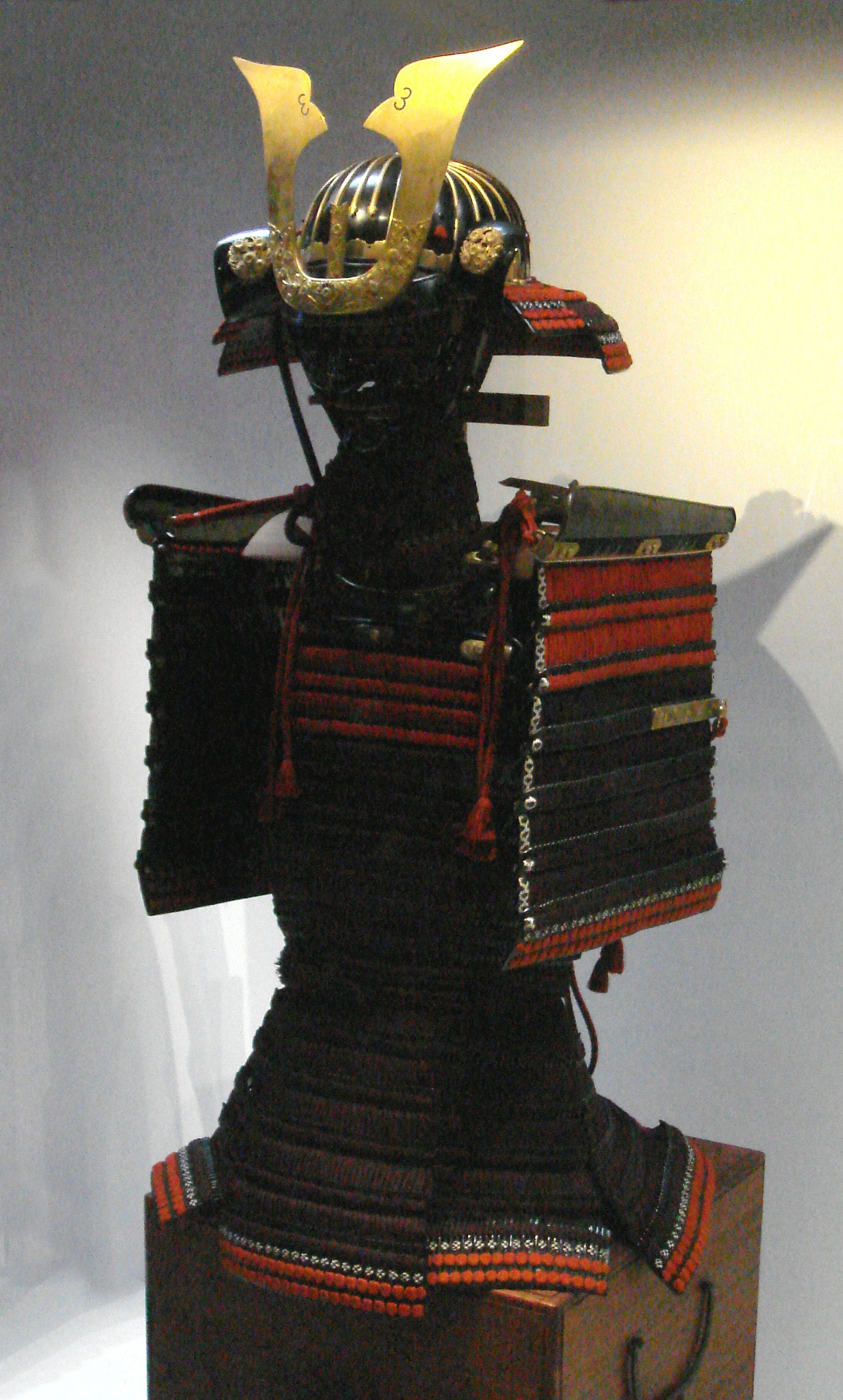
Jedno ze dvou japonských brnění, které John Saris přivezl z Japonska jako dar od šóguna Hidetady králi Jakubovi I. Nyní se nachází v londýnském Toweru.

Saris měl oficiální dopisy a dary od krále Jakuba I. určené pro šóguna Iejasu Tokugawu. Ten však již tou dobou oficiální žil na odpočinku a fakticky vládl jeho syn Hidetada Tokugawa. Iejasu obdržel darem dalekohled – první, který kdy opustil Evropu. Hidetada pak obdržel vzácný pohár. Oba vůdcové také obdrželi anglickou vlnu. Celková hodnota těchto darů činila přibližně 150 liber, což tehdy byla významná částka.
Hidetada daroval Sarisovi dvoje kompletní brnění pro krále Jakuba, zatímco Iejasu mu věnoval deset velkolepých malovaných zástěn z listového zlata, stejně jako vřelý dopis pro krále a oficiální list s vermilionovou (červenou) pečetí (šuin-džó), který Angličanům uděloval povolení žít a obchodovat po celém Japonsku. Vše šlo hladce i díky Williamu Adamsovi, tehdy už v Japonsku známému jako Andžin (lodivod).
Rozdané dary se vesměs ztratily. V Japonsku se dochoval dopis krále Jakuba. V Anglii se dochovala zbroj a dopis od Iejasu Tokugawy.
Iejasu slíbil Sarisovi pro Angličany rozsáhlé obchodní výhody. Sarisovi také spolu s Adamsem navrhl jako místo pro anglickou faktorii přístav Uraga (dnes v prefektuře Kanagawa), což byl výhodný přístupový bod do zálivu Edo. Saris se však rozhodl umístit anglickou faktorii daleko od šógunova hlavního města Eda (dnešní Tokio) na Hirado, malý ostrov u Kjúšú, největšího jižního ostrova Japonska. Pro ostrov mluvila blízkost holandské faktorie (založené roku 1609), podpora místního daimjó Šigenobu Macuru. Angličané také založili pobočky v Kjótu, Ósace a Edu (dnešní Tokio).

## Po návratu z Japonska
Koncem roku 1613 vyplul Saris na lodi Clove zpět do Anglie. Na palubě vezl mnoho japonských artefaktů. Krom darů pro krále také laky, paravány nebo erotické obrazy zvané šunga. Po příjezdu se nejprve setkal s nepochopením a byl obviněn ze „soukromých obchodních aktivit“, tedy z pašování. Východoindická společnost ho však prvního obvinění zprostila, pouze erotické obrazy musel nechat zničit.
Saris na této plavbě velmi zbohatl. Oženil se s Annou, dcerou bohatého londýnského obchodníka Williama Meggese, vnučkou (z matčiny strany) sira Thomase Cambella. Anna zemřela v osmém roce jejich manželství, 21. února 1623 ve věku 29 let. Saris se již nikdy znovu neoženil. Žil sám a v novém sídle poblíž Temže ve Fulhamu, zvaného Goodriches.
Zde žil v klidu až do zimy roku 1643, kdy 11. prosince zemřel. Jeho náhrobek, velký černý kámen v podlaze vpravo od oltáře, je k vidění v kostele Všech svatých ve Fulhamu. Nápis na něm je již sotva čitelný a částečně zakrytý lavicemi. Ve své závěti (jejíž kopie je uložena v Somerset House), datované 18. dubna 1643 a ověřené 2. října 1646, odkázal většinu svého majetku dětem svého nevlastního bratra George, který zemřel v roce 1631. Chudým z fulhamské farnosti odkázal třicet liber, které měly být vynaloženy na chleby po dvou pencích, jež měly být každou neděli po kázání rozdávány třiceti chudým, dokud se částka nevyčerpá.